# Краина экспресс
Краина экспресс (серб. Крајина експрес) — неофициальное название бронепоезда армии Сербской Краины, принимавшего участие в боевых действиях в Хорватии и Боснии и Герцеговине в 1991-1995 годах. Был создан в железнодорожном депо Книна летом 1991 года. На протяжении войны бронепоезд был задействован в операциях в Далмации, Лике и Бихачском кармане. В конце ноября 1992 года бронепоезд был подчинен 7-му Северодалматинскому корпусу как железнодорожная рота 75-й бригады. Позднее получил наименование 7-й бронепоезд. Во время хорватской операции «Буря» попал в окружение и был пущен под откос собственным экипажем, который затем эвакуировался на территорию Республики Сербской.

## Боевой путь

### 1991
В 1991 году несколько рабочих книнского железнодорожного депо прошли обучение у Драгана Васильковича, более известного как «Капетан Драган», ветерана австралийской армии, который имел большой военный опыт и стремился поделиться им с бойцами сербских формирований путём создания центра подготовки разведчиков и диверсантов. Железнодорожники решили применить свои способности в привычной им обстановке — на железной дороге, и, в результате, в июле того же года в Книне был собран бронепоезд. В первой операции его вагоны были защищены мешками с песком. Для защиты от стрелкового оружия этого было достаточно, тяжелого вооружения у хорватов тогда было немного, а его поставки из-за границы только начинались. В конце поезда находился локомотив производства «Дженерал-Моторс». Из контролируемого сербскими милиционерами Грачаца поезд двинулся в направлении хорватских позиций близ Штикарне.
Боевые действия показали необходимость улучшения защиты поезда от хорватской пехоты. В Стрмице бронезащита вагонов была усилена стальными плитами толщиной 25 мм. В тот период непосредственно боевыми были только два вагона. В передней части одного из них была установлена сдвоенная ЗСУ M38 калибра 20 мм, захваченная партизанами во время Второй мировой войны. Первоначально это зенитное орудие было установлено в кузове грузовика, а затем им вооружили бронепоезд. На втором вагоне были размещены пусковые установки противотанковых ракет «Малютка» и ЗСУ M12 калибра 40 мм, произведенная в Великобритании. Также бронепоезд был вооружен пулеметами М53 — копией немецких МГ-42 времен Второй мировой войны.
Через некоторое время поезд пополнился еще одним боевым вагоном, поставленным между первыми двумя. Новый вагон оснастили так называемым «троцевцем» — строенным зенитным орудием калибра 20 мм, производимым в Югославии по испанской лицензии. Помимо него были еще одноствольная ЗСУ
M75 того же калибра и два американских пулемета M2HB калибра 12,7 мм. Локомотив защищали два пулемета M84 — копии советского ПК. Было усилено бронирование вагонов, в случае минометного или артиллерийского обстрела команда могла укрыться внутри них или внутри вагона со снаряжением. Поезд был окрашен в маскировочные цвета. После завершения всех работ он был задействован в боях близ Дрниша. Затем участвовал в операции по деблокаде складов в Свети Рок, поддерживал действия Югославской народной армии и краинской милиции. Именно тогда бронепоезд и начал обрастать легендами и получил своё знаменитое прозвище «Краина экспресс». Стоит отметить, что оно не менялось на протяжении всей войны, хотя поезд несколько раз менял свой формальный статус и команду. Первоначально он числился в составе Милиции Краины, а затем был приписан к Сербскому Войску Краины (регулярной армии).

### 1992
В начале 1992 года при посредничестве представителей ООН между ЮНА и хорватской стороной было подписано перемирие.
По его условиям югославская армия покидала Краину. В это время бронепоезд сражался с хорватами в операции по деблокаде аэродрома Земуник близ Задара. После её успешного завершения «Краина экспресс» вернулся в Книн.
Весной 1992 года в Сербской Краине вдоль линии фронта разместились «голубые каски» — миротворцы ООН. Большую часть тяжелого вооружения краишники складировали в местах, охраняемых миротворцами. Границу с Хорватией должны были прикрывать подразделения легковооруженной милиции. В боевых действиях наступила кратковременная передышка. Команда бронепоезда тем не менее готовилась к предстоящим боям. На первом боевом вагоне трофейная немецкая зенитка была заменена пушкой ЗИС-3 калибра 76,2 мм, принятой на вооружение Красной армии в 1942 году. Позади него были поставлены два НУРСа калибра 57 мм. Эти системы предназначались для оснащения ими югославских штурмовиков, но самолетов в СВК было мало. На одном грузовом вагоне был и миномет калибра 120 мм, но применяли его редко. Перемирие с хорватами и работы на поезде не помешали его команде принимать участие в боевых действиях.
Железнодорожники из Книна в составе бригады Милиции Краины приняли активное участие в операции «Коридор», благодаря которой была восстановлена наземная часть между Сербской Краиной и западом Республики Сербской с остальными сербскими землями. 27 ноября 1992 года из сил Территориальной обороны, ополченцев и военизированных формирований (добровольцев) было создано Сербское Войско Краины (иногда именуемое ВРСК — Войско
Республики Сербской Краины). «Краина Экспресс» и его команда отныне именовались Железнодорожной ротой 75-й моторизованной бригады 7-го Северодалматинского корпуса СВК, ответственного за южную часть Краины, в том числе и за район её столицы, Книна.

### 1993
21 января 1993 года хорваты в результате внезапной атаки захватили район Масленицы. В СВК было мало резервов, в бой бросали всех, кого могли. Тяжелое вооружение изымалось с миротворческих складов и тут же отправлялось на фронт. Бойцы из команды бронепоезда сражались как пехота. В боях они понесли потери: погибли два солдата. Несмотря на то, что сербы смогли вернуть часть утерянной территории, город Новиград и Масленицкий мост оставались в руках хорватов. После упорных боев поезд передислоцировали в Бенковац.
Именно тогда железнодорожники провели одну из самых знаменитых своих операций: были уничтожены хорватские склады с оружием в туннеле на окраине Задара. «Краина экспресс» выдвинулся из Бенковаца в направлении позиций хорватов, которые прикрывались установками неуправляемых ракет. В начале поезда находился прицепленный к нему вагон со взрывчаткой и противотанковыми минами. У села Надин вагон был отцеплен и пущен в направлении
хорватских складов в туннеле.
В тот период бронепоезд чаще всего дислоцировался в Бенковаце, поддерживая действия бойцов СВК по отражению хорватских атак. В одной из операций «Краина экспресс» действовал совместно с бойцами «Капетана Драгана» и, в результате, был разгромлен батальон 159-й бригады хорватской армии. Через некоторое время экипаж бронепоезда был отправлен на отдых.
Летом 1993 года на поезде провели частичную смену вооружения. ЗИС-3 заменили на самоходное орудие M18. Эти самоходки поставлялись в Югославию из США в 1950-е годы. В краинской армии их применяли в основном для артиллерийской поддержки пехотных и моторизованных бригад. Будучи достаточно популярны, эти самоходные установки имели и один недостаток — не очень надежный мотор. По этой причине одну из САУ и поставили на бронепоезд, снабдив и её, и весь поезд противокумулятивной защитой.

### 1994
В 1994 году «Краина экспресс» сражался в Западной Боснии, где СВК и ВРС поддерживали отряды Фикрета Абдича, основавшему Автономную область Западная Босния и лояльного сербам. Им противостоял 5-й корпус армии боснийских мусульман. Близ города Бихач его бойцы попали в переднюю часть второго боевого вагона «Краина экспресса» противотанковой ракетой «Малютка». Был легко ранен член экипажа бронепоезда. В этом районе Боснии его действия ограничивались артиллерийской поддержкой ВРС, СВК и солдат Фикрета Абдича. В одном из туннелей экипаж бронепоезда наткнулся на мину, и после этого его сопровождали саперы. Также его действия осложнялись большим количеством бетонных бункеров, возводимых солдатами 5-го корпуса. По ряду причин бронепоезд вернулся в Книн в декабре 1994 года. В боях в Западной Боснии он участвовал под названием 7-й бронепоезд и, как и прежде, находился в составе 7-го корпуса СВК.

### 1995
В конце июля 1995 года хорватские подразделения нанесли поражение ВРС в районе городов Гламоч и Босанско-Грахово. Южная часть Сербской Краины, таким образом, попала в полуокружение. У «Краина экспресса» тогда были два экипажа: один располагался в Книне, другой находился в районе Динарских гор.
Ранним утром 4 августа 1995 года армия Хорватии начала операцию «Олуя» (Буря) против Сербской Краины. По разным оценкам от 150 000 до 190 000 хорватских солдат атаковали армию краинских сербов, которая на позициях насчитывала примерно 27 000 человек. На Книн, в котором было мало военных целей, упали более трех тысяч снарядов. Когда первые из них начали попадать в железнодорожное депо, экипаж, находящийся в городе, принял участие в
обороне Краины. Бронепоезд выдвинулся в район Лики, но конкретных целей перед ним не было. Находясь в полуокружении, члены экипажа пустили поезд под откос, чтобы он не достался хорватским солдатам, а сами были вынуждены эвакуироваться на территорию Республики Сербской.